# Lose Ya Breath
"Lose Ya Breath" é uma canção da cantora brasileira Anitta, gravada para o seu sexto álbum de estúdio, Funk Generation (2024). A música é a primeira faixa do álbum e foi produzida por Tropkillaz, Rosse e Gago, através da Floresta Records, Republic Records e Universal Music Latino.

## Apresentações ao vivo
Anitta apresentou "Lose Ya Breath" pela primeira vez em 18 de maio de 2024 no festival mexicano, Tecate Emblema. A música esteve na setlist de sua turne Baile Funk Experience. A primeira performance televisionada da canção foi na TV americana, no The Voice, no dia 14 de maio de 2024.

## Faixas e formatos
| Download digital |                  |                                                                      |         |  |
| N.º              | Título           | Compositor(es)                                                       | Duração |  |
| 1.               | "Lose Ya Breath" | Anitta Jacob Gago Samantha María Camara Taylor Ross Kobe Laudz Zegon | 2:16    |  |

## Desempenho comercial
| País — parada (2024)              | Posição máxima |
| --------------------------------- | -------------- |
| Brasil (Billboard Brasil Hot 100) | 44             |
| Portugal (AFP)                    | 128            |